# Denise Kandel

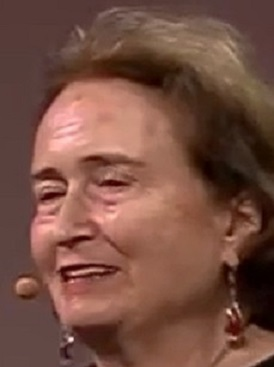
Denise Kandel

Denise Kandel (geboren am 27. Februar 1933 in Paris, Frankreich als Denise Bystryn; 1949 ausgewandert nach New York, USA) ist eine amerikanische Sozialmedizinerin und Epidemiologin. Sie ist bekannt wegen ihrer epidemiologischen Längsschnittstudien zur zeitlichen Abfolge des Erstkonsums verschiedener legaler und illegaler Drogen, durchgeführt seit den 1970er Jahren bis in die Gegenwart (Stand 2016).

## Leben

### Eltern und Familie
Denise Kandel entstammt einer polnisch-jüdischen Familie; beide Eltern verließen, unabhängig voneinander, in den 1920er Jahren ihre Heimat in Ostpolen, um in Frankreich zu studieren. Ihr Vater Iser Bystryn (1901–1954) arbeitete nach dem Studium in Caen als Maschinenbauingenieur. Ihre Mutter Sara Wolsky Bystryn (1906–2003) musste aus finanziellen Gründen ihre Pläne, in Paris zu studieren, aufgeben und lernte Hut- und Korsettmacherin. Denise Kandel wurde drei Jahre nach der Eheschließung ihrer Eltern geboren. Sie hat einen jüngeren Bruder, Jean-Claude, geb. 8. Mai 1938. Obwohl beide Eltern fließend Französisch sprachen, redeten sie unter sich auf Jiddisch.

### Zeit in Frankreich bis 1949
Die Familie lebte in Colombes bei Paris, und Denise besuchte eine Grundschule für Mädchen (Ecole des Filles). Die Kinder wuchsen säkular auf, es wurde nie eine Synagoge besucht, und die Kinder erhielten Geschenke zu Weihnachten. 1941, als Denise acht Jahre alt war, und ein Jahr nach der Invasion Frankreichs durch die deutsche Wehrmacht, wurde ihr Vater als „ausländischer Jude“ verhaftet und ca. 100 km südlich von Paris im Konzentrationslager Beaune-la-Rolande (ab 1942 Durchgangslager für das Vernichtungslager Auschwitz) interniert. Nach seiner Flucht nach Cahors in Südwest-Frankreich traf er mit seiner Familie wieder zusammen. Während sich die Eltern, getrennt voneinander, ständig an immer neuen Orten verstecken mussten, fanden die Kinder dauerhaft Unterschlupf. Denise kam bis zum Frühjahr 1944 als Schülerin im Kloster Sainte-Jeanne d’Arc von Cahors unter, bis sie von dort fliehen musste und in einer Familie bei Toulouse aufgenommen wurde. 1949 wanderte ihre Familie in die USA aus.

### Zeit in den USA seit 1949
Dort besuchte sie das Lycée Français de New York, das sie nach einem Jahr mit dem Baccalauréat (Abitur) abschloss. Bereits im Alter von 17 wurde sie am Bryn Mawr College bei Philadelphia angenommen, wo sie ihr Studium aus finanziellen Gründen bereits innerhalb von zwei Jahren abschloss. Danach kehrte sie zurück nach New York und wurde Doktorandin an der Columbia University. Sie promovierte in Medizinsoziologie bei Robert K. Merton zu der Frage, wie Medizinstudenten sich für ihre fachliche Spezialisierung entscheiden. Während dieser Zeit lernte sie auch Eric Kandel kennen, den späteren Neurobiologen und Nobelpreisträger in Medizin von 2000, mit dem sie seit 1956 verheiratet ist und zwei Kinder hat.

## Wissenschaftliche Arbeit
Als in den 1960er Jahren die Forschung über Drogenmissbrauch an Bedeutung gewann, bewarb sich Denise Kandel bei einer Forschungsgruppe, die den Drogengebrauch von Highschool-Schülern untersuchen wollte. Sie ging davon aus, hierbei ihre bisherigen Forschungserfahrungen zum Einfluss von Eltern und Gleichaltrigen auf Heranwachsende einbringen zu können. Ihre Mitarbeit wurde jedoch abgelehnt, da sie sowohl Eltern als auch Schüler befragen wollte. Die Forschungsgruppe befürchtete, dass dadurch die Mitarbeit von Jugendlichen gefährdet werden würde. Daraufhin erarbeitete Kandel ein eigenes Forschungsprojekt, das schließlich zu einer einflussreichen Längsschnittstudie von 1325 Personen führte. Rückblickend schätzte sie diese Arbeit als Wendepunkt in ihrer Laufbahn ein.
Der Hauptgegenstand dieser und weiterer ähnlicher Untersuchungen war die zeitliche Abfolge des Erstkonsums verschiedener legaler und illegaler Drogen. Ihre Arbeiten fanden in der wissenschaftlichen und politischen Diskussion ein derart starkes Interesse, dass die betreffenden Schlagwörter „stepping-stone theory“ (verwendet seit den 1930er Jahren, wörtlich „Trittstein-Theorie“) und „gateway hypothesis“ (verwendet seit den 1980er Jahren, wörtlich „Einfahrts-Hypothese“) – im Deutschen für beides Einstiegsdroge – fälschlicherweise sehr oft mit ihrem Namen verknüpft wurden. Im Gegensatz zu vielen anderen unterschied Kandel stets zwischen zeitlicher und ursächlicher Abfolge des Erstgebrauchs verschiedener Substanzen. Beide können zusammenhängen – müssen es jedoch nicht, was durch weitere Forschung, insbesondere durch physiologische Experimente näher untersucht wird.
Denise Kandel ist Professorin für soziomedizinische Wissenschaften in der psychiatrischen Fakultät der Columbia University und Leiterin der Abteilung Epidemiologie von Substanzmissbrauch am New York State Psychiatric Institute.

## Auszeichnungen
- 1985 – National Institutes of Health (NIH): National Institute on Drug Abuse (NIDA): Senior Scientist Research Award (K05)[10]
- 2002 – R. Brinkley Smithers Distinguished Scientist Award[11]
- 2003 – Prevention Science Award[12]

## Werke (Auswahl)

### Originale Forschungsberichte
- D. Kandel: Stages in adolescent involvement in drug use. In: Science. Band 190, Nummer 4217, November 1975, S. 912–914, PMID 1188374.
- K. Yamaguchi, D. B. Kandel: Patterns of drug use from adolescence to young adulthood: II. Sequences of progression. In: American Journal of Public Health. Band 74, Nummer 7, Juli 1984, S. 668–672, PMID 6742252, PMC 1651663 (freier Volltext).
- D. Kandel, K. Yamaguchi: From beer to crack: developmental patterns of drug involvement. In: American Journal of Public Health. Band 83, Nummer 6, Juni 1993, S. 851–855, PMID 8498623, PMC 1694748 (freier Volltext).
- E. R. Kandel, D. B. Kandel: Shattuck Lecture: A molecular basis for nicotine as a gateway drug. In: The New England Journal of Medicine. Band 371, Nummer 10, September 2014, S. 932–943, doi:10.1056/NEJMsa1405092, PMID 25184865, PMC 4353486 (freier Volltext).
- K. M. Keyes, A. Hamilton, D. B. Kandel: Birth Cohorts Analysis of Adolescent Cigarette Smoking and Subsequent Marijuana and Cocaine Use. In: American Journal of Public Health. [elektronische Veröffentlichung vor dem Druck] April 2016, doi:10.2105/AJPH.2016.303128, PMID 27077359.

### Bücher
- Denise B Kandel: The career decisions of medical students: a study in occupational recruitment and occupational choice. Dissertation, Columbia University, New York 1960.
- Denise B Kandel, Richard Hays Williams: Psychiatric rehabilitation: some problems of research. New York, Atherton 1964.
- Denise Bystryn Kandel, Gerald S. Lesser: Youth in two worlds. San Francisco, Jossey-Bass 1972, ISBN 9780875891316.
- Denise Bystryn Kandel: Longitudinal Research on Drug Use: Empirical Findings and Methodological Issues. Halsted Press 1978, ISBN 9780470262870.
- Denise B. Kandel: Parental Influences on Adolescent Marijuana Use And The Baby Boom Generation: Findings from the 1979-1996 National Household Surveys on Drug Abuse. U.S. Government Printing Office 2001, ISBN 9780160508165.
- Denise B. Kandel (Hrsg.): Stages and Pathways of Drug Involvement: Examining the Gateway Hypothesis. Cambridge University Press 2002, ISBN 978-0-521-78969-1.